# The Whitey Album
The Whitey Album — первый и единственный студийный альбом Ciccone Youth (англ.), сайд-проекта группы Sonic Youth, издан в 1988 году.

## Об альбоме
The Whitey Album записан при участии Майка Уотта из Minutemen, диск стал своего рода шуточным трибьютом Мадонны и поп-музыки 1980-x годов в целом.
Название альбома намекает на «Белый альбом» The Beatles; перед его выходом поговаривали, будто пластинка будет состоять из кавер-версий на «битловские» песни, однако альбом состоял преимущественно из авторского материала, не считая каверов на «Burnin' Up» и «Into the Groove(y)» Мадонны и «Addicted to Love» Роберта Палмера. В отличие от «номерных» альбомов Sonic Youth, преимущественно гитарных, в записи The Whitey Album были задействованы многие приемы, свойственные электронной музыке и хип-хопу, в частности, семплинг.

## Список композиций
1. «Needle-Gun» — 2:27
2. (Silence) — 1:03
3. «G-Force» — 3:39
4. «Platoon II» — 4:18
5. «MacBeth» — 5:27
6. «Me & Jill/Hendrix Cosby» — 5:30
7. «Burnin' Up (Mike Watt Original Demo)» (Madonna) — 3:52
8. «Hi! Everybody!» — 0:57
9. «Children of Satan/Third Fig» — 3:06
10. «Two Cool Rock Chicks Listening to Neu!» — 2:56
11. «Addicted to Love» (Robert Palmer) — 3:45
12. «Moby-Dik» — 1:01
13. «March of the Ciccone Robots» — 1:57
14. «Making the Nature Scene» — 3:14
15. «Tuff Titty Rap» — 0:39
16. «Into the Groovey» (Madonna, Bray) — 4:36

### CD reissue bonus track
1. «MacBeth (Alternate Mix/Steve’s Funky Dub)» — 5:17